# Mauria killipii
Mauria killipii är en sumakväxtart som beskrevs av Fred Alexander Barkley. Mauria killipii ingår i släktet Mauria och familjen sumakväxter. Inga underarter finns listade i Catalogue of Life.